# Муха (фильм, 1958)
«Муха» (англ. The Fly, 1958) — научно-фантастический фильм ужасов режиссёра Курта Нойманна. Главные роли сыграли Эл Хедисон, Патрисия Оуэнс, Винсент Прайс и Герберт Маршалл.

## Сюжет
Ночной сторож фабрики случайно застаёт возле гидравлического пресса Хелен Деламбре, которая испуганно убегает. Только что она раздавила прессом голову и руку своего мужа Андре Деламбре, брата владельца фабрики Франсуа Деламбре; позже она спокойно говорит об этом прибывшему на место преступления инспектору Шаразу. Но Франсуа и инспектор не могут добиться от неё объяснения причин её поступка. Хелен ведёт себя явно ненормально — она индифферентно говорит об убийстве мужа, но очень остро реагирует на летающих по всему дому мух. Подозревая, что Хелен сошла с ума, мужчины приглашают для неё сиделку.
В разговоре с Филиппом (сыном Андре и Хелен) Франсуа узнаёт, что 2 дня назад Хелен просила того поймать какую-то особенную муху с белой головой и белой лапкой. Франсуа обманывает Хелен, сказав ей, что он уже поймал такую муху и держит её у себя в столе. После этого ему удаётся добиться от Хелен признания, что она всего лишь симулирует сумасшествие, надеясь, что это как-то спасёт Филиппа от последствий её поступка. Хелен на самом деле убила Андре, но сделала она это по его просьбе.
Оказывается, Андре Деламбре долго работал над совершенно новым принципом транспортировки физических тел и создал установку для телепортации. Технология требовала минимальной доработки, но Андре был уже близок к полному успеху. Он неудачно телепортировал домашнего кота (он просто исчез в пространстве), но с морской свинкой у него всё получилось идеально.
Затем он надолго исчез в лаборатории и не выходил из неё, пока Хелен не забеспокоилась и не постучалась к нему. В ответ он просунул под дверь напечатанную на машинке записку, в которой написал, что с ним произошёл несчастный случай, из-за которого он теперь не может говорить, но надеется всё исправить и для этого Хелен должна поймать муху с белыми головой и лапкой и невредимой передать ему.
Затем Андре всё-таки впускает Хелен в лабораторию; его голова накрыта тёмным полотенцем, а левую руку он не вынимает из кармана плаща. Он общается с женой, печатая записки на машинке, из которых Хелен узнаёт, что Андре построил две кабины для телепортации человека и успешно опробовал их на себе. Но во время повторного эксперимента произошло непредвиденное: в камеру к Андре проникла муха и при телепортации произошло «смешение атомов»; в результате Андре изуродован. Единственная возможность всё исправить — найти ту самую муху и снова телепортироваться вместе с ней, надеясь, что повторное перемещение восстановит внешний вид и человека, и мухи; если это не получится, ему придётся уничтожить себя.
Хелен пытается помочь Андре, но поймать странную муху ей так и не удаётся. Андре телепортируется ещё раз, но всё безнадёжно — он по-прежнему изуродован. Хелен, пытаясь убедить его, что он сможет жить и в новом облике, срывает с его головы полотенце и видит ужасную голову насекомого с огромными фасетчатыми глазами и хоботком и страшную мушиную лапку вместо левой руки. Хелен кричит, и для Андре это оказывается последней каплей. Он крушит установку телепортации, не оставляя себе иного выбора, кроме как покончить с собой. Для этого он ведёт Хелен на фабрику и показывает ей, как управлять гидравлическим прессом. Он также берёт с неё обещание, что она найдёт и убьёт муху с белой головой.
Всё это Хелен рассказывает Франсуа и инспектору Шаразу. Инспектор считает всё рассказанное бредом и намерен отправить женщину в сумасшедший дом. Франсуа, который любит Хелен, хочет оставить её дома под присмотром, но инспектор считает, что безумие Хелен опасно для окружающих.
Появляется Филипп, который говорит Франсуа, что видел ту самую муху в саду — она попала в паутину. Франсуа с инспектором Шаразом бегут в сад и видят муху с маленькой головой и левой рукой Андре, которая пытается высвободиться из паутины (в жужжании мухи можно разобрать крик «Помогите!»), а к ней приближается паук. Инспектор берёт камень и раздавливает им Андре-муху вместе с набросившимся на неё пауком.
Убедившись в правдивости Хелен и понимая, что им никто не поверит, Франсуа и инспектор Шараз договариваются представить смерть Андре Деламбре как самоубийство, а признание, сделанное Хелен — самооговором под влиянием пережитого стресса.
В заключительной сцене фильма Франсуа Деламбре мягко говорит Филиппу о смерти отца и вместе с Хелен уходит из сада.

## В ролях
| Актёр           | Роль               |
| --------------- | ------------------ |
| Эл Хедисон      | Андре Деламбре     |
| Винсент Прайс   | Франсуа Деламбре   |
| Патрисия Оуэнс  | Хелен Деламбре     |
| Чарльз Герберт  | Филипп Деламбре    |
| Герберт Маршалл | инспектор Шараз    |
| Кэтлин Фримен   | Эмма               |
| Бетти Гершон    | медсестра Андерсон |
| Юджин Борден    | доктор             |
| Торбен Мейер    | Гастон             |

## Производство
- Фильм снят по мотивам одноимённого рассказа Жоржа Ланжелана, который был опубликован в журнале Playboy в июне 1957 года.
- Сценарий фильма стал первой кинематографической работой Джеймса Клавелла, который впоследствии прославился романом «Сёгун».
- Первоначально роль Андре Деламбре была предложена Майклу Ренни, однако он отказался, так как не хотел играть большую часть фильма с закрытым лицом.
- Патрисия Оуэнс действительно панически боялась насекомых. Для того, чтобы снять её естественную реакцию, Курт Нойманн до съёмок эпизода не показывал ей голову человека-мухи.
- Фильм вышел в широкий прокат в США 16 июня 1958 года[1].

## Расхождения с рассказом
- Действия рассказа происходят во Франции, а фильма — в Монреале (Канада).
- В рассказе Хелен Деламбре после убийства мужа была закрыта в психиатрической клинике, где её навещал Франсуа, пытаясь получить объяснение её поступку. Наконец, Хелен передала Франсуа свой дневник, где она описала случившееся, и этот дневник вместе читают Франсуа и инспектор Шараз. В конце рассказа Франсуа узнаёт, что Хелен, не выдержав тяжести произошедшего, покончила с собой. В фильме же Хелен лично рассказывает обо всём, что произошло с ней и её супругом инспектору Шаразу, её не помещают в психбольницу, и героиня остаётся жива.
- В рассказе после повторного прохождения Андре через аппарат телепортации по просьбе Хелен на его теле, помимо головы и лапки мухи, ещё появляются элементы тела кота, которого он ранее неудачно телепортировал. Это и становится причиной того, что он в истерике ломает своё изобретение и просит жену убить его. В фильме же появление частиц кошачьего тела на теле Андре отсутствует, но он всё равно крушит установку и совершает самоубийство при помощи Хелен.
- В финале рассказа муху с головой и левой рукой Андре убил его брат Франсуа и похоронил вместе с его телом в одной могиле. В финале фильма эту муху (вместе с пауком) убил инспектор Шараз, раздавив её камнем.

## Восприятие и оценки
Фильм, на который первоначально не возлагалось особенных надежд, внезапно стал кассовым хитом и в итоге оказался самым успешным проектом студии «20th Century Fox» в 1958 году и самым кассовым фильмом Курта Нойманна, который, однако, об этом так и не узнал — он умер через месяц после премьерного показа фильма и за неделю до его выхода в широкий прокат.
"Муха", по сути, первый популярный художественный фантастический фильм в истории кино XX века (на восемь лет раньше сериала "Звездный путь"), который наглядно представил зрителям само понятие и технологию телепортации, какой ее принято представлять в научной фантастике - и связанные с ней опасности, которые таит наука. 
Фильм был включен Стивеном Кингом в список 100 наиболее значительных картин жанра ужасов с 1950 по 1980-й год.

## Продолжения и ремейки
- На волне успеха в 1959 году было снято продолжение — фильм «Возвращение мухи[англ.]», который удостоился не столь высоких оценок кинокритиков, отмечавших в первую очередь слабый сценарий.
- В 1965 году вышла третья часть — «Проклятие мухи[англ.]», которая тоже не добилась кассового успеха[2].
- В 1986 году на экраны вышел вольный ремейк, снятый Дэвидом Кроненбергом. Кроненберг позаимствовал у оригинала только сюжетный повод (сбой установки телепортации как причина несчастья, случившегося с героем) и кардинально переработал проблематику и образный ряд. В итоге получился сильный и своеобразный философско-фантастический драматический триллер с яркими и запоминающимися нетривиальными персонажами. В 1989 году было снято также продолжение этого фильма — «Муха 2» (The Fly II).

## Пародии и отсылки
- Фильм неоднократно пародировался. К теме «Мухи» (точней, ее продолжения 1959 года) обращались такие сериалы, как «Симпсоны», «Губка Боб Квадратные Штаны» (4 сезон, серия «SquidBob TentaclePants»), «Волшебные родители» (серия «Flyboy»), «Черепашки-ниндзя» (1987).
- Такэси Китано использовал в своей комедии «Снял кого-нибудь?» факт неудачного эксперимента (целью было создание человека-невидимки), в результате которого главный герой становится человеком-мухой.
- В фильме Тима Бёртона «Чарли и шоколадная фабрика» Вилли Вонка даёт описание принципа телепортации, которое дословно воспроизводит реплики Андре Деламбре в разговоре с Хелен.
- Идея превращения человека в насекомое позднее использовалась во многих фильмах, среди которых «Ужас паучьего острова» и «Земля против паука».
- Сюжет фильма обыгран в одном из эпизодов компьютерной игры Space Quest V: The Next Mutation: главный персонаж игры (космический уборщик Роджер Вилко) переживает сбой при телепортации (в телепортёр залетает муха), в результате которого он материализуется в теле мухи с человеческой головой.